# Loutre de rivière
Lontra canadensis
Espèce
Statut de conservation UICN

 LC  : Préoccupation mineure
Statut CITES
La loutre de rivière (Lontra canadensis) est une espèce de loutres, sous-famille des Lutrinae, vivant en Amérique du Nord.

## Description
Elle mesure entre 88,9 et 130 cm pour un poids de 5 à 14 kg. La queue mesure de 30 à 50,7 cm. Elle a un corps fuselé, une queue épaisse et des pattes courtes. Son pelage est épais et lustré.

## Habitat

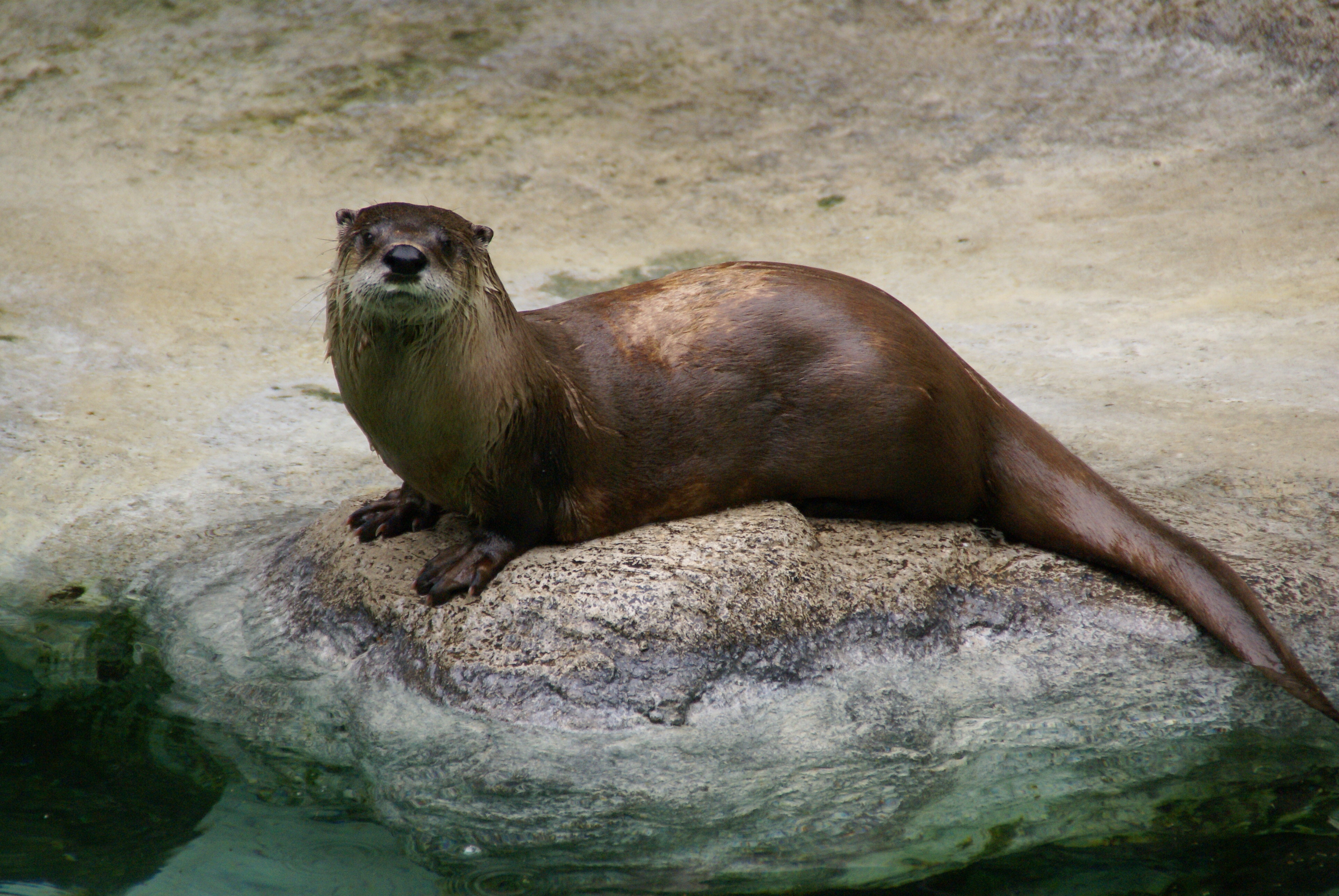
Loutre de rivière au zoo de Bâle (Suisse)

Elle vit de préférence au bord des eaux claires et profondes mais très rarement sur terre : cours d'eau, lacs, marais étendus et baies océaniques.

## Régime alimentaire
Elle se nourrit principalement d'amphibiens, de poissons, de tortues et de crustacés (écrevisses et crabes). Elle consomme occasionnellement des oiseaux, leurs œufs et des petits mammifères.

## Reproduction
La saison de reproduction a lieu entre décembre et avril. La période de gestation est de 61 à 63 jours mais les naissances ont lieu bien plus tard à cause du retard d'implantation de l'œuf dans l'utérus.

## Prédateurs
Les principaux prédateurs de la loutre de rivière sont dans l'eau : l'alligator d'Amérique, le crocodile américain, l'orque et sur la terre ferme : le lynx roux, le puma, le coyote et le loup gris La loutre est aussi menacée à cause de l'attrait pour sa fourrure et elle peut aussi être domestiquée.

## Répartition
.

Répartition actuelle
Répartition historique

## Articles scientifiques
- Gallant, D., L. Vasseur, & C.H. Bérubé (2007). Unveiling the limitations of scat surveys to monitor social species: a case study on river otters. Journal of Wildlife Management 71:258–265.
- S.M. Crimmins, N.M. Roberts, D.A. Hamilton, A.R. Mynsberge. (2009) Seasonal detection rates of river otters (Lontra canadensis) using bridge-site and random-site surveys. Canadian Journal of Zoology 87:11, 993-999 Online 2009/09/01. (Résumé, en anglais)